# Otus feae
Otus feae (лат.) — вид птиц рода совок, обитающий на острове Аннобон в Экваториальной Гвинее. 
Текущая популяция оценивается примерно в 50-249 особей, при этом она сокращается из-за изменения и разрушения среды обитания птиц. Описывая вид в 1903 году, Томмазо Сальвадори отметил, что «птицы были многочисленны в лесистых районах на высоте 400–500 метров на острове».  С тех пор сообщалось о нескольких наблюдениях за совками. 
О виде известно очень мало. Считается, что птица похожа на африканскую совку, но с меньшей длиной крыла (около 120–135 мм).